# Чимего
Чимего (итал. Cimego) — коммуна в Италии, располагается в провинции Тренто области Трентино-Альто-Адидже.
Население составляет 409 человек (2011 г.), плотность населения составляет 41 чел./км². Занимает площадь 10 км². Почтовый индекс — 38082. Телефонный код — 0465.
Покровителем коммуны почитается святой Мартин Турский, празднование 11 ноября.

## Население
Динамика населения:

## Администрация коммуны
- Официальный сайт: http://www.comune.cimego.tn.it/